# Алибеков, Мустафа-бек Мирза Джаббар оглы
Мустафа бек Мирза Джаббар оглы Алибеков (азерб. Mustafa bəy Cabbar bəy oğlu Əlibəyov) — общественный деятель, переводчик, публицист и адвокат. Издатель журнала «Ишыг», был членом благотворительного общества «Ниджат», общества «Помощь нуждающимся», секретарем благотворительного общества «Хидаят», членом партии «Ахрар».

## Биография
Мустафа-бек Алибеков родился в 1872 году в Нухе. В первые годы образования он в совершенстве обучился арабскому и персидскому языкам, затем учился в русско-татарской школе в Нухе. Позже продолжил образование в Баку и Тбилиси (окончил гимназию в 1892 году). Он также выучил русский и французский языки.

## Деятельность
В 1892 году начал работать переводчиком старшего следователя в окружном суде Бакинской губернии. Являлся членом благотворительного общества «Ниджат». Был известен не только как юрист, но и литературовед. Был прозаиком, публицистом, писателем-драматургом. Он писал свои статьи под псевдонимом «Юхарыбашлы». Это связано с тем, что он жил в квартале Юхарыбаш города Нуха.

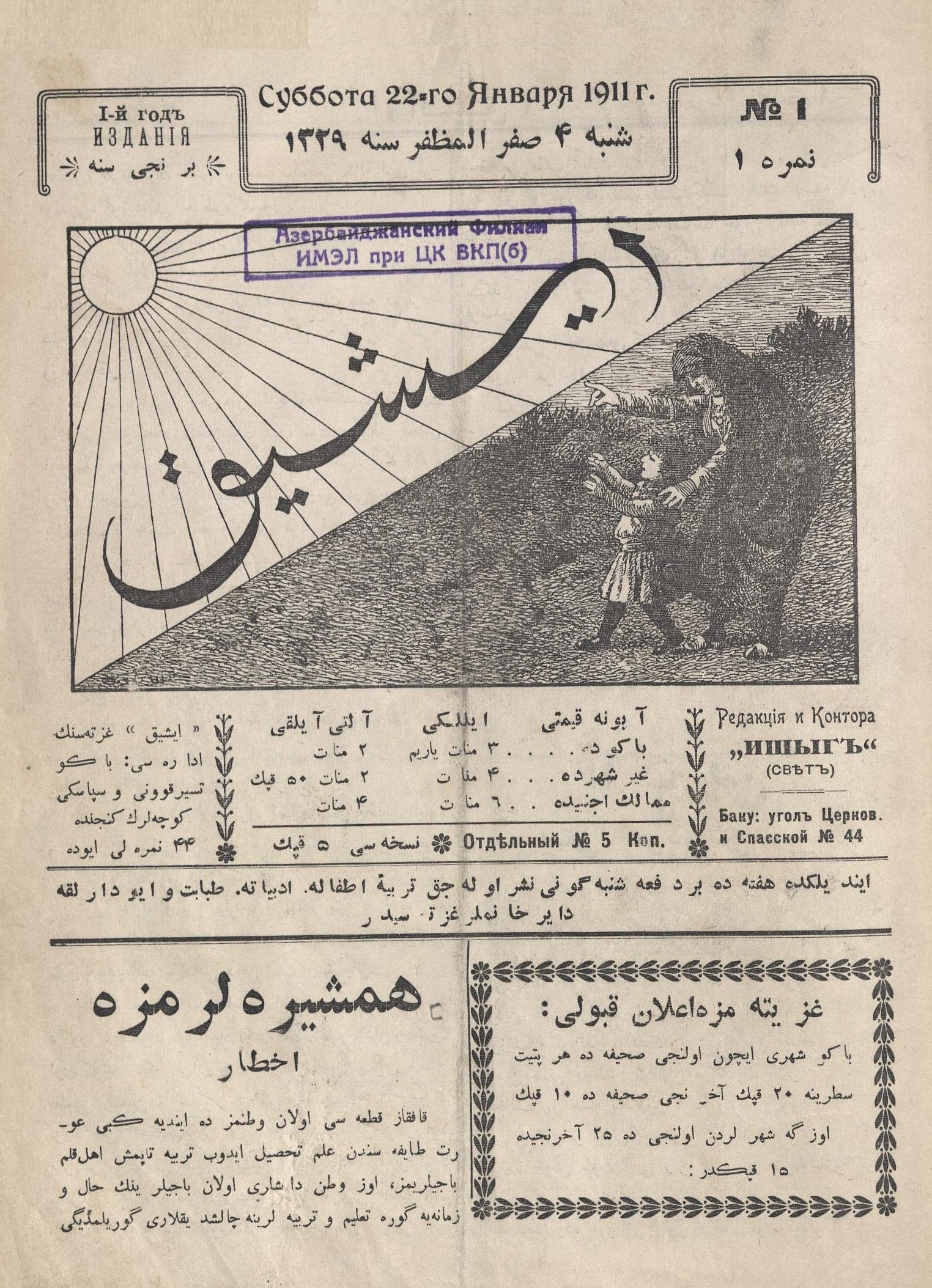
Первый номер журнала «Ишыг», 22 января 1911 года

В 1905 году написал статью «Абшеронский нефтяной остров», а в 1914 году – пьесу «Наши кровавые слёзы, пролитые у дверей судов» и либретто из 7-и частей «Жертва палача- помещика». В указанной пьесе говорится о самоуправстве и волоките в царских судах, самоуправстве чиновников-армян и их оскорбительном отношении к народу. Либретто «Жертва палача-помещика» было написано на русском языке. Среди прочих в либретто описывалась трагедия Гюльбахар Ахриевой, директора женской гимназии Г.З.Тагиева.
Алибеков был секретарём созданного под председательством Гаджи Зейналабдина Тагиева благотворительного общества «Хидаят». Выступал с инициативой создания при обществе
нефтяной компании «Хидаяти-Исламийя», чтобы избавить бакинскую нефть от монополии иностранного капитала и использовать её на благо народа. С этой целью он разработал устав компании, состоящий из 27 пунктов. Общество «Хидаят» выступало против религиозного фанатизма, обряда «шахсей-вахсей», имитирующего страдания и гибель имама Хусейна и сопровождающегося самобичеванием, и других подобных ритуалов. Общество обратилось к людям с призывом отказаться от этих обрядов, так как они приносят им лишь вред. А Мустафа-бек Алибеков написал об этом статью в газете «Иршад». Это обращение с гневом восприняли
религиозные фанатики города. Некоторые даже потребовали обезглавить членов общества Мирмухаммеда Керима Бакуви и Мустафу-бека Алибекова. Позже они подожгли дверь дома Мирмухаммеда Керима. Мустафа-бек Алибеков некоторое время не выходил из дома, чтобы не подвергаться преследованиям.
22 января 1911 года Алибеков начал издавать первый в Азербайджане женский журнал «Ишыг» (в переводе на русский язык – «Свет»), редактором которого стала его супруга Хадиджа Алибекова. Журнал печатался при материальной поддержке Г.З.Тагиева. Часть статей публиковалась на русском языке, поэтому журнал читали и за пределами Баку – в Тифлисе, Москве, Иреване, Киеве. «Ишыг» издавался до конца 1912 года, за этот период увидело свет 68 номеров журнала. В различные периоды Мустафа-бек Алибеков писал в прессе под своим именем, а также псевдонимом. Являлся одним из основных авторов газеты «Басират», которая издавалась с апреля 1914 года до 1920 года.
В 1913 году участвовал в процессе по делу об убийстве Моллы Рухуллы Мамедзаде.
Он был среди тех, кто сделал пожертвование Обществу «Нуха-Хюрриети-Маариф», которое начало свою деятельность в 1917 году.
После Февральской революции начал политическую деятельность и вступил в партию «Ахрар». Как член общества «Помощь нуждающимся» выступил против разоружения бойцов Дикой дивизии и потребовал от Бакинского комиссариата вернуть им оружие. Участвовал в передаче турецких военнопленных Османскому государству.
После провозглашения Азербайджанской Демократической Республики стал членом союза писателей «Яшыл гялям» (1918—1920 годы). Помогал обеспечению населения продуктами и
одеждой по линии организации «Помощь нуждающимся».
В 1920 году, после апрельской оккупации Азербайджана, Алибеков переехал в Шеки, стал народным судьёй по важным делам, директором юридического бюро, начальником адвокатской
конторы, членом «охранной бригады» в Гяндже.

## Смерть
В 1937 году был репрессирован, сослан в Сибирь и приговорён к 8-и годам тюрьмы. Умер в 1945 году. Место захоронения неизвестно.

## Семья
Отец Мустафы-бека Алибекова был писарем в Шекинском ханском дворце. 
Супруга Мустафы-бека, Хадиджа Алибекова (урожденная Субхангулиева), родилась в 1884 году в Тифлисе в семье священника. Начальное образование получила в русской женской гимназии, затем была принята в Закавказский Ольгинский институт акушерства и гинекологии. В 1908 году вместе с 14-ю женщинами участвовала в открытии женского отделения общества «Ниджат». Была редактором первого в Азербайджане женского журнала «Ишыг». У Алибековых было пятеро детей.

## Память
После оккупации Азербайджана Советской Россией Алибеков переехал в Нуху, в горной части которого разбил большой сад. Провёл туда воду, посалил множество различных деревьев. После его ссылки сад превратили в пионерский лагерь. Люди до сих пор называет это место «садом Мустафы-бека».